# Hästskoklövrar
Hästskoklövrar (Hippocrepis) är ett släkte av ärtväxter. Hästskoklövrar ingår i familjen ärtväxter.

## Bildgalleri

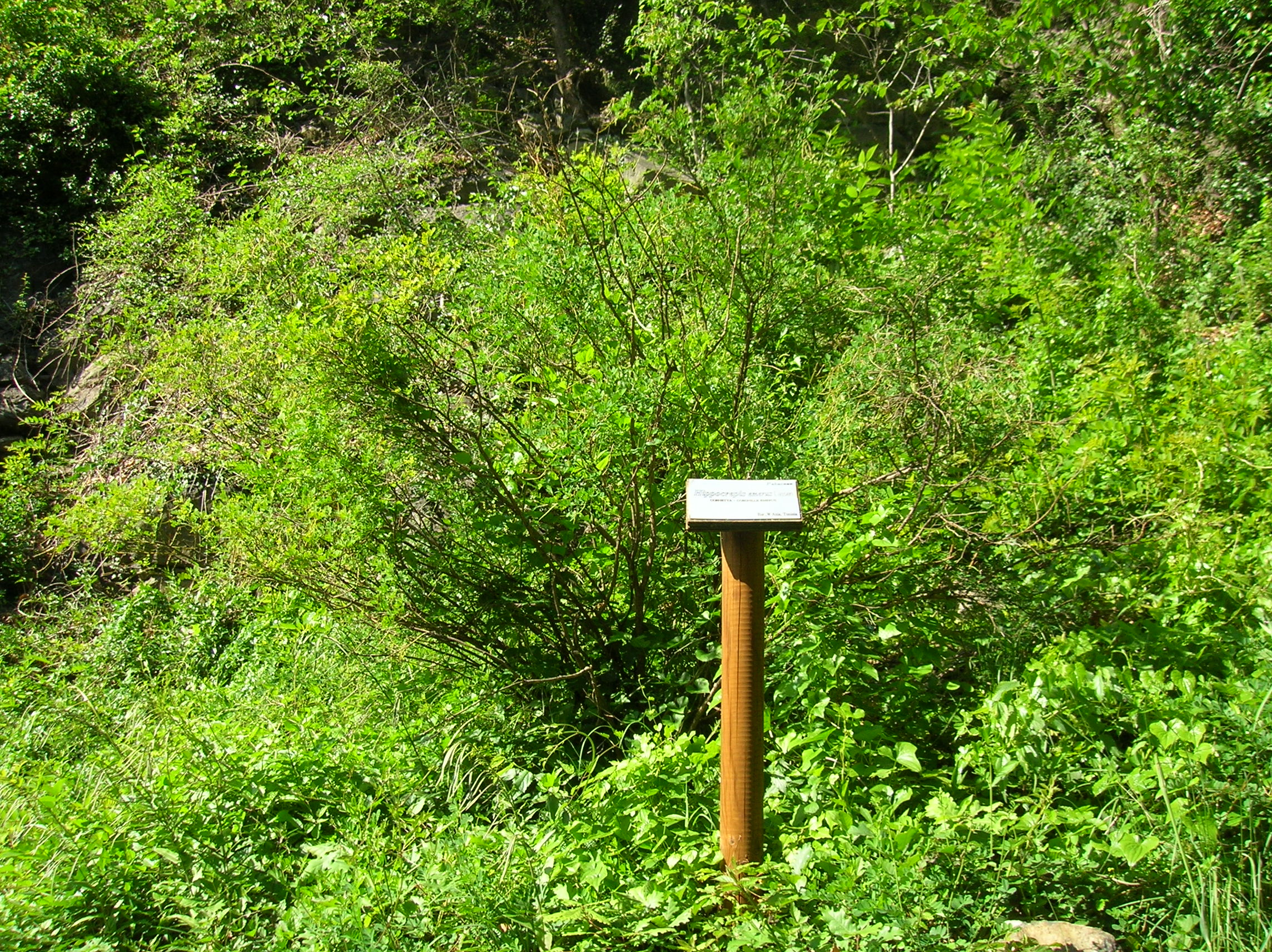
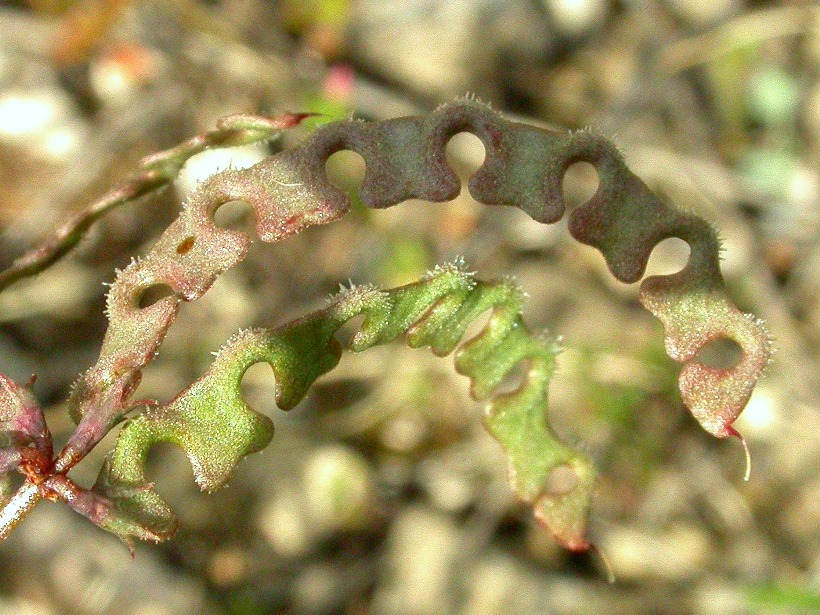
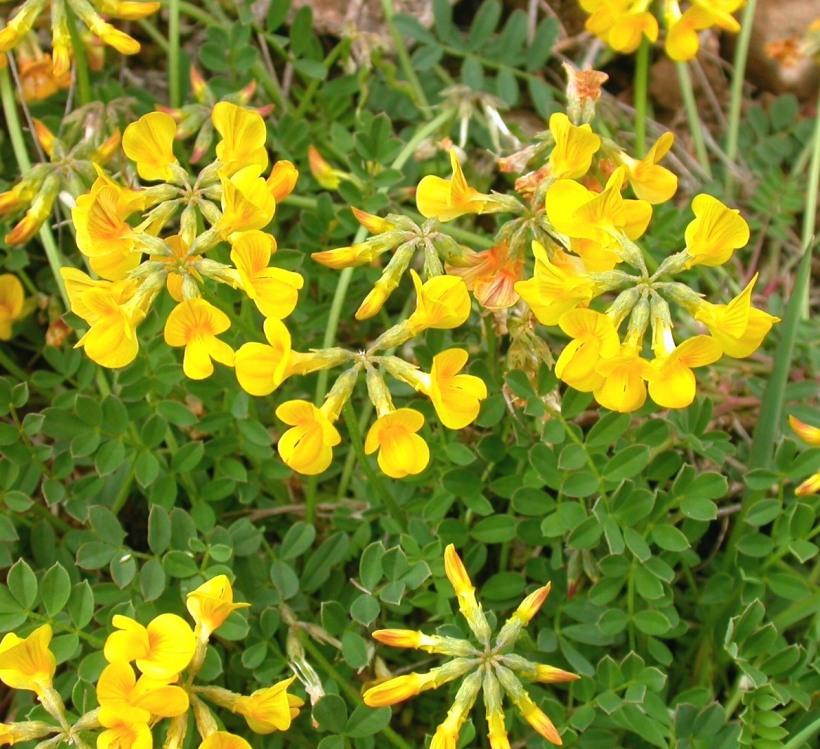
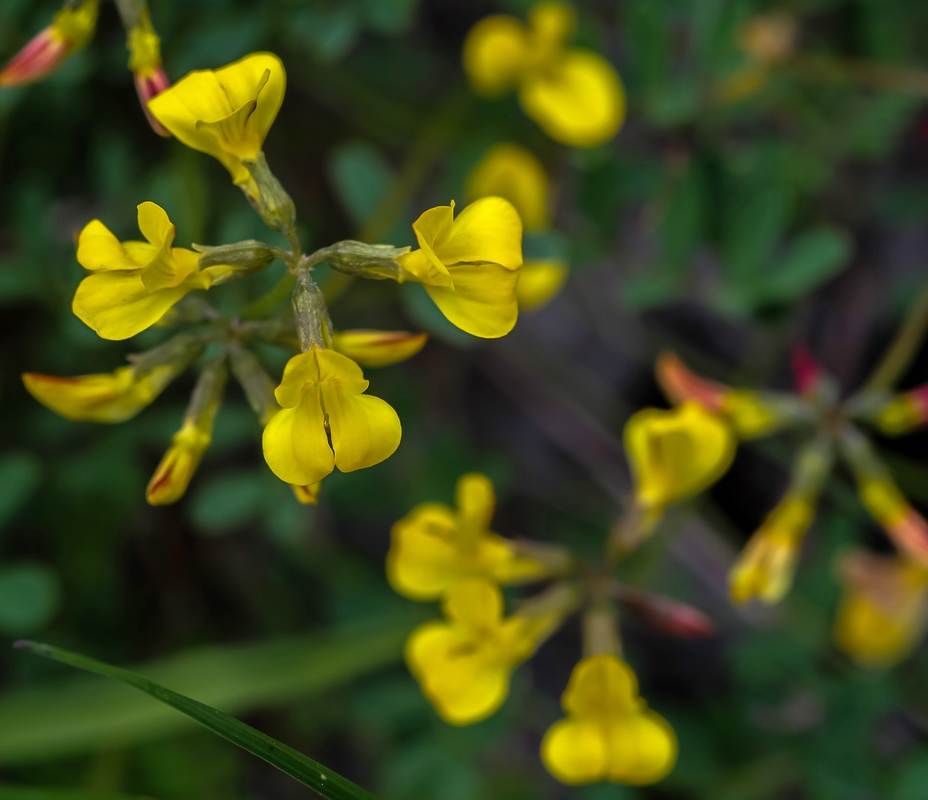
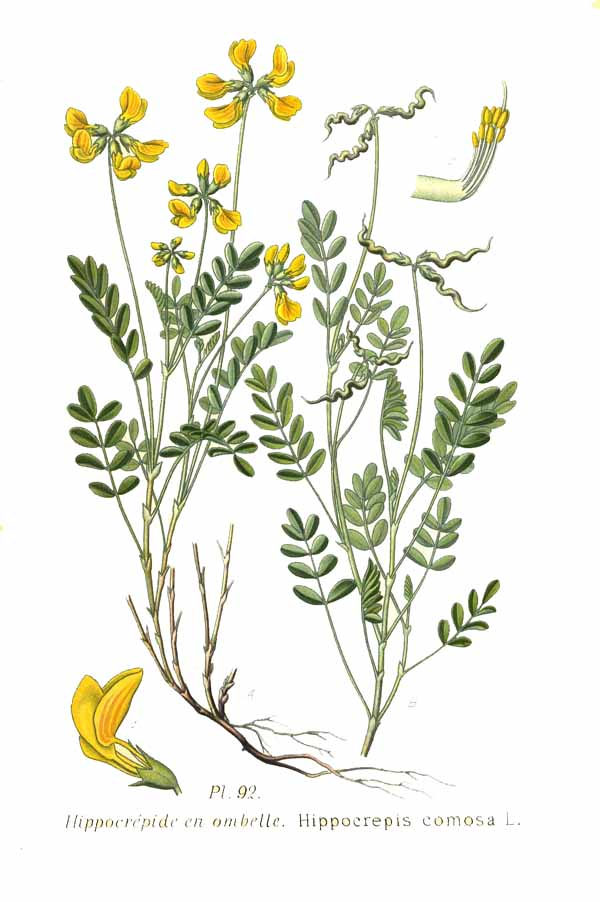
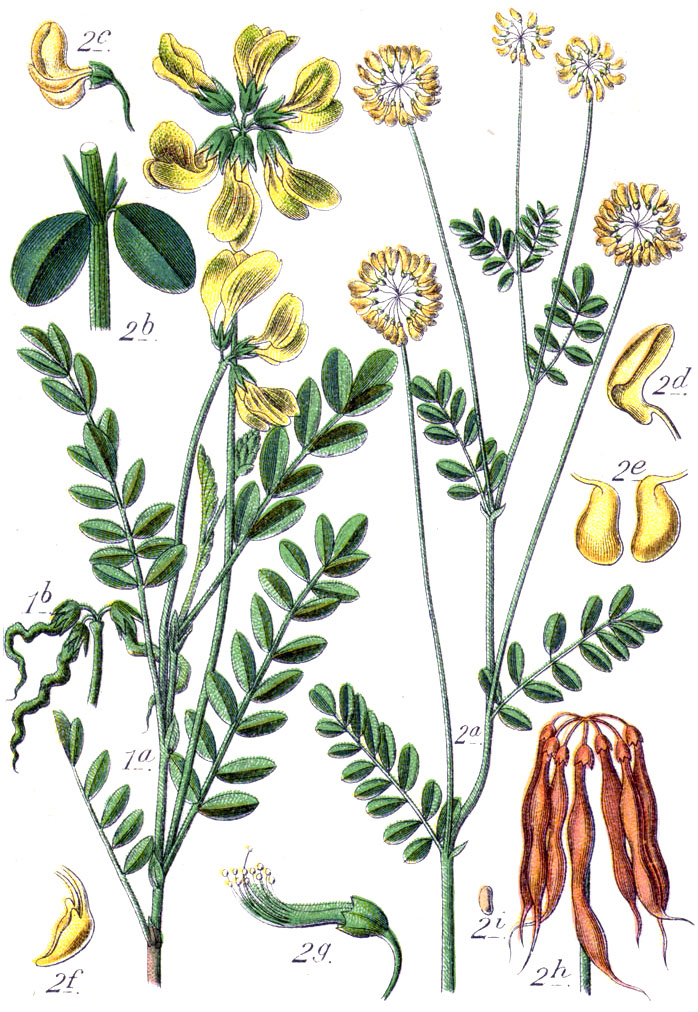

## Dottertaxa till Hästskoklövrar, i alfabetisk ordning[1]
- Hippocrepis areolata
- Hippocrepis atlantica
- Hippocrepis balearica
- Hippocrepis biflora
- Hippocrepis bornmulleri
- Hippocrepis bourgaei
- Hippocrepis brevipetala
- Hippocrepis carpetana
- Hippocrepis ciliata
- Hippocrepis commutata
- Hippocrepis comosa
- Hippocrepis constricta
- Hippocrepis cyclocarpa
- Hippocrepis emerus
- Hippocrepis eriocarpa
- Hippocrepis fruticescens
- Hippocrepis glauca
- Hippocrepis liouvillei
- Hippocrepis minor
- Hippocrepis monticola
- Hippocrepis multisiliquosa
- Hippocrepis neglecta
- Hippocrepis rupestris
- Hippocrepis salzmannii
- Hippocrepis scabra
- Hippocrepis scorpioides
- Hippocrepis squamata
- Hippocrepis toletana
- Hippocrepis unisiliquosa
- Hippocrepis valentina